# 汪穎麟
汪穎麟（Wayne Wong Wing Luen，1981年3月21日—），香港網球運動員，1997年以15歲332日已首次代表香港參加台維斯盃出戰泰國,亦曾參與東亞運動會、全運會等多項大型比賽，曾在美國代表就讀的加州柏克萊大學參加NCAA的比賽。單打世界排名最高為1158位，雙打則為1153位。台維斯盃戰績為18勝12負。
2006年的多哈亞運會上，汪穎麟在單打賽事中先後擊敗蒙古和巴基斯坦的對手,直至不敵成為最後冠軍的泰國選手午東措克，於16強中止步，但已是香港網球選手在是次賽事中最佳的成績。

## 外部連結
- 汪穎麟（英文/西班牙文）的官方資料
- 汪穎麟的國際網球總會 職業／青少年 官方資料（英文）
- 汪穎麟的官方資料（英文）